# Сатон (Западна Вирџинија)
Сатон (енгл. Sutton) град је у америчкој савезној држави Западна Вирџинија.

## Демографија
По попису из 2010. године број становника је 994, што је 17 (-1,7%) становника мање него 2000. године.
| Група             | 2000.       | 2010.       |
| Белци             | 989 (97,8%) | 969 (97,5%) |
| Афроамериканци    | 5 (0,5%)    | 7 (0,7%)    |
| Азијати           | 0 (0,0%)    | 2 (0,2%)    |
| Хиспаноамериканци | 3 (0,3%)    | 7 (0,7%)    |
| Укупно            | 1.011       | 994         |